# Radomir Lazović
Radomir Lazović, cyr. Радомир Лазовић (ur. 5 września 1980 w Šabacu) – serbski polityk i działacz kulturalny, lider Frontu Zielonej Lewicy, poseł do Zgromadzenia Narodowego.

## Życiorys
Kształcił się na wydziale rolniczym Uniwersytetu w Belgradzie, studiów jednak nie ukończył. Zawodowo zajmował się designem, pracował jako redaktor techniczny magazynów architektonicznych, ekonomicznych i turystycznych. Związany z niezależną sceną artystyczną, w dawnym kinie w dzielnicy Karaburma współtworzył ośrodek kultury alternatywnej. Uczestniczył też w innych inicjatywach kulturalnych (jak „Ulična galerija” czy festiwal filmów amatorskich). Zasiadał w zarządzie stowarzyszenia serbskiej kultury niezależnej NKSS, w latach 2015–2017 pełnił funkcję przewodniczącego tej organizacji.
Należał do założycieli ekologicznego ruchu politycznego „Nie pozwólmy zatopić Belgradu”. W 2022 został wybrany na radnego Belgradu, zrezygnował jednak z funkcji radnego. W tym samym roku kandydował do serbskiego parlamentu z 6. miejsca na liście wyborczej bloku „Moramo”, uzyskując w wyborach mandat posła do Zgromadzenia Narodowego. W 2023 został współprzewodniczącym Frontu Zielonej Lewicy (obok Biljany Đorđević). Przed przedterminowymi wyborami parlamentarnymi w 2023 otrzymał 1. miejsce na liście nowo powstałej opozycyjnej koalicji wyborczej Serbia przeciw Przemocy; w wyniku głosowania uzyskał reelekcję na kolejną kadencję serbskiego parlamentu.